# Markeith Cummings
Markeith Terrell Cummings (Birmingham, 21 dicembre 1988) è un cestista statunitense.

## Palmarès
- Basketball Africa League: 1

Petro de Luanda: 2024